# Бьерг, Миккель
Миккель Бьерг (дат. Mikkel Bjerg; род. 3 ноября 1998, в Копенгагене, Дания) — датский профессиональный шоссейный велогонщик, выступающий за  проконтинентальную команду Hagens Berman-Axeon.  Чемпион мира в индивидуальной гонке среди гонщиков до 23-х лет (2017).

## Достижения
2016
1-й  Чемпион Дании — Индивидуальная гонка (юниоры)
1-й  Обель – Тимистер – Ла-Глез - Генеральная классификация (юниоры)
2-й  Чемпионат мира - Индивидуальная гонка (юниоры)
2-й - Tour de l'Abitibi - Генеральная классификация (юниоры)
1-й - Этап 7
2017
1-й  - Чемпион мира - Индивидуальная гонка U23
2-й  - Чемпионат Европы - Индивидуальная гонка U23
2-й - Чемпионат Дании — Индивидуальная гонка U23
2-й - Дуо Норман (вместе с Матиасом  Йоргенсеном)
3-й - Чемпионат Дании — Индивидуальная гонка
8-й - Гран-при Виборга
10-й - ЗЛМ Тур
2018
1-й  - Чемпион мира - Индивидуальная гонка U23
1-й - Dorpenomloop Rucphen
1-й - Этап 4 (КГ) Тур де л’Авенир
2-й - Чемпионат Дании — Индивидуальная гонка
2-й - Chrono Champenois